# Mertensja

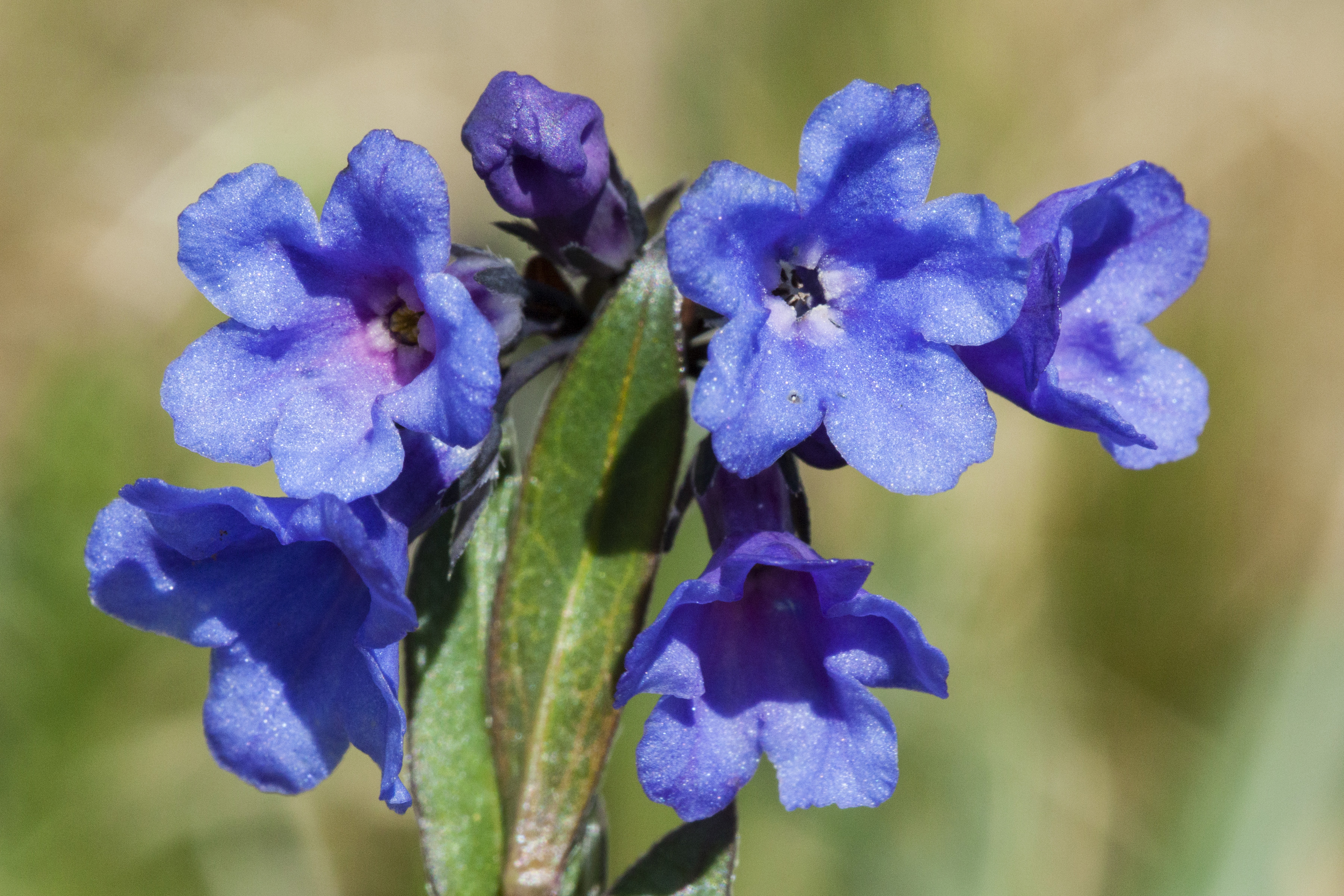
Mertensia alpina

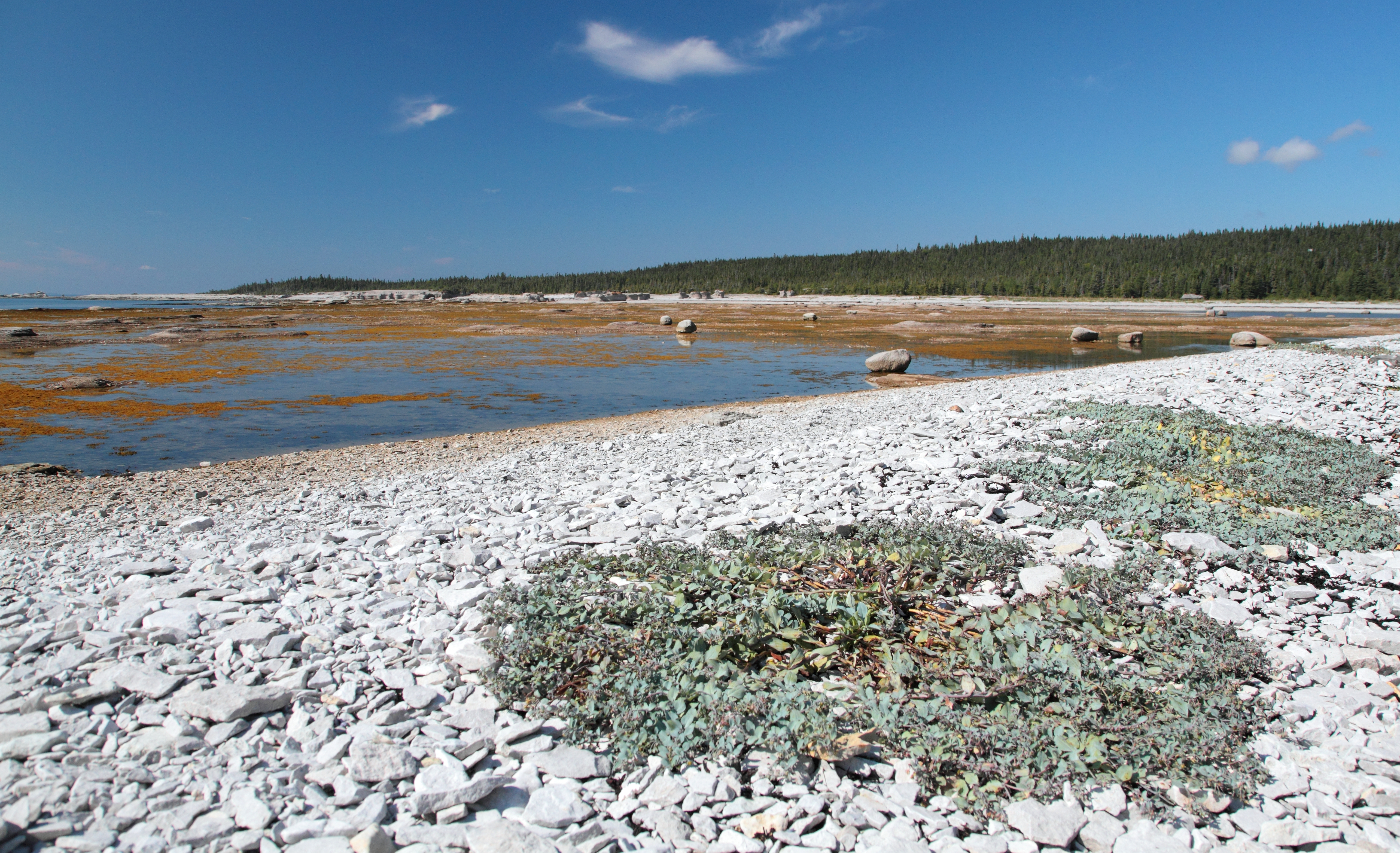
Mertensia maritima na wybrzeżu kanadyjskiego Quebecku

Mertensja (Mertensia) – rodzaj roślin należący do rodziny ogórecznikowatych (Boraginaceae). Obejmuje około 40–45 gatunków. Występują one na półkuli północnej w strefie klimatu umiarkowanego. Na wybrzeżach północnej Europy rośnie jeden gatunek – M. maritima (brak go nad Bałtykiem). W Ameryce Północnej rosną 24 gatunki (na południu sięgając do Meksyku), pozostałe w Azji, z czego 6 w Chinach. Niektóre gatunki uprawiane są jako rośliny ozdobne, zwłaszcza mertensja wirginijska. Kłącze M. maritima jest warzywem dla Inuitów.
Nazwa rodzaju upamiętnia niemieckiego botanika Franza Karla Mertensa (1764–1831).

## Morfologia

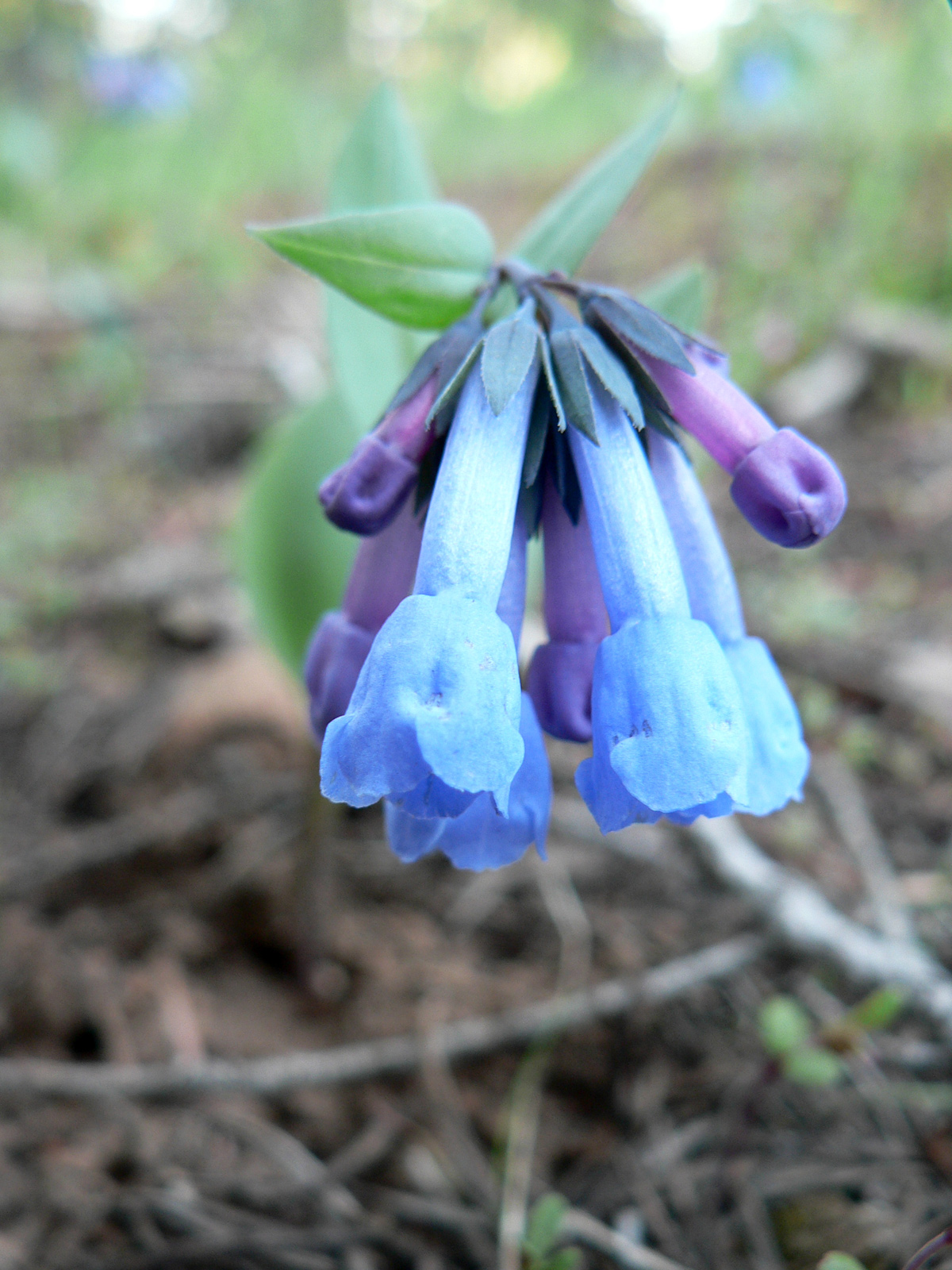
Mertensia longiflora

PokrójByliny osiągające do 1 m wysokości. M. maritima ma pędy płożące. Rośliny nagie lub omszone, zwykle z grubym kłączem.
LiścieSkrętoległe, pojedyncze i zwykle nagie, nierzadko sinoniebieskie. Pierwsze liście skupione w rozetę przyziemną, ale te szybko więdną w miarę rozwoju ulistnionej łodygi.
Kwiaty5-krotne, skupione w szczytowe skrętki, zwykle zwisające. Działki kielicha zrośnięte tylko u nasady. Płatki korony zrośnięte w długą rurkę, zwykle u nasady zwężoną, rozszerzoną wyżej, barwy niebieskiej. Końce płatków zaokrąglone. Osklepek brak, czasem z kępkami włosków w gardzieli rurki. Pręciki równej długości, krótsze od rurki korony, nitki dość długie, pylniki krótkie. Zalążnia górna, czterokomorowa, z pojedynczą szyjką słupka zwykle wystającą z rurki korony.
OwoceRozłupnie rozpadające się na cztery zwykle gładkie lub pomarszczone rozłupki, czasem ze skrzydełkiem na brzegu.

## Systematyka

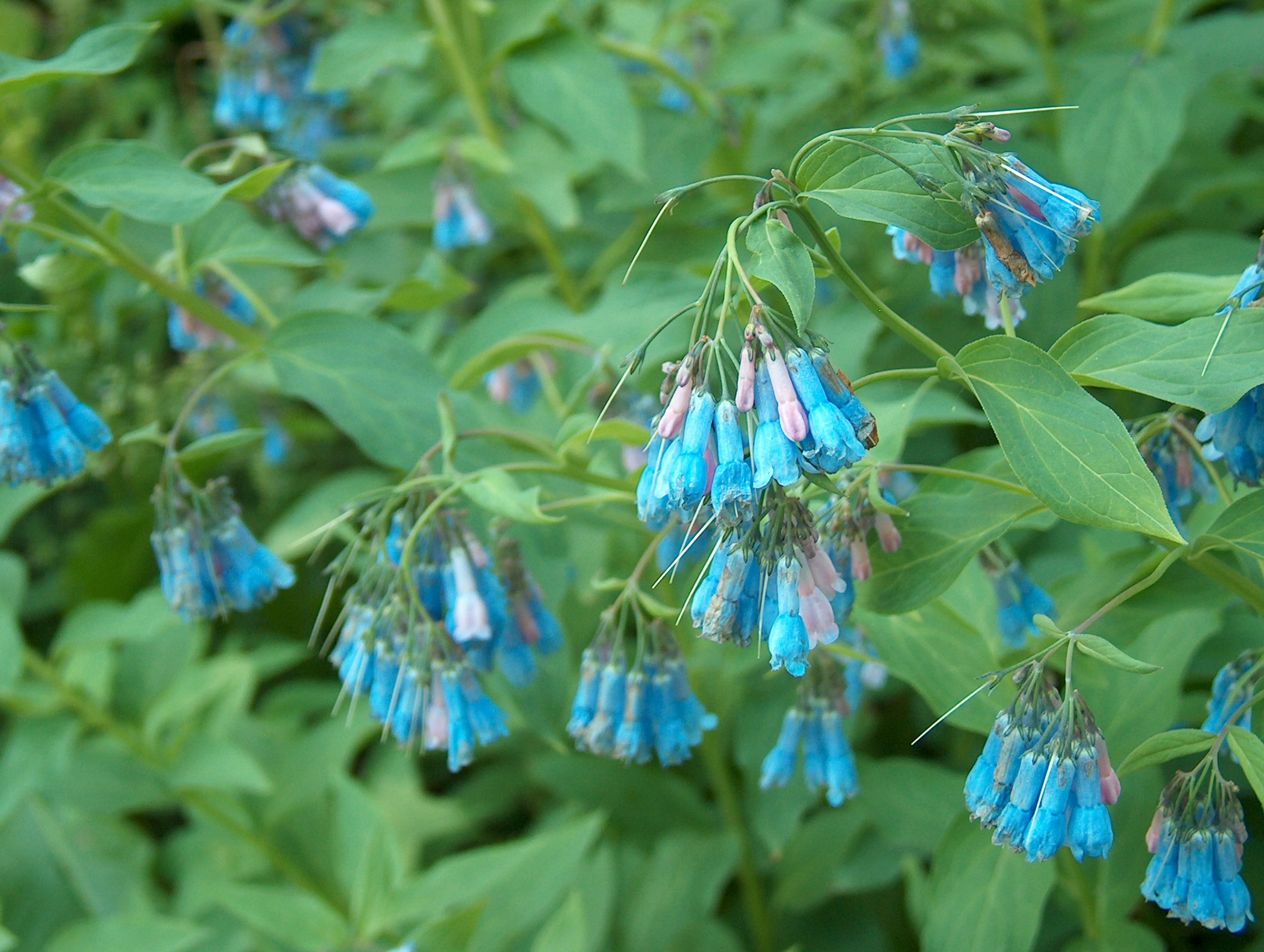
Mertensia sibirica

Rodzaj należy do plemienia Asperugeae w podrodzinie Cynoglossoideae w obrębie rodziny ogórecznikowatych Boraginaceae. W obrębie plemienia tworzy parę z siostrzanym rodzajem Anoplocaryum. Dla pary tej siostrzanym jest rodzaj lepczyca Asperugo, a bazalnym rodzajem w obrębie plemienia jest rodzaj Memoremea. Plemię to jest siostrzane dla plemienia Omphalodeae.
Nazwa Mertensia ma szereg homonimów w taksonomii:
- Mertensia Willdenow, Kongl. Vetensk. Acad. Nya Handl. 25: 165. 1804 = Dicranopteris Bernhardi 1805 (glejcheniowate)
- Mertensia Thunberg ex A. W. Roth, Catalecta 3: 318. Jan-Jun 1806 = Champia Desveaux 1809 (krasnorosty)
- Mertensia Kunth in Humboldt, Bonpland et Kunth, Nova Gen. Sp. 2: ed. fol. 25; ed. qu. 30. 28 Apr 1817 = Momisia F. G. Dietrich 1819 (konopiowate)

Wykaz gatunków
- Mertensia alpina (Torr.) G. Don
- Mertensia arizonica Greene
- Mertensia bakeri Greene
- Mertensia bella Piper
- Mertensia bracteata (Willd. ex Schult.) Kamelin
- Mertensia brevistyla S. Watson
- Mertensia campanulata A. Nelson
- Mertensia ciliata (James ex Torr.) G. Don – mertensja orzęsiona[11]
- Mertensia corymbosa (Lehm.) G. Don
- Mertensia cusickii Piper
- Mertensia davurica (Sims) G. Don
- Mertensia denticulata (Lehm.) G. Don
- Mertensia drummondii (Lehm.) G. Don
- Mertensia dagastanica Regel
- Mertensia franciscana A. Heller
- Mertensia fusiformis Greene
- Mertensia humilis Rydb.
- Mertensia jenissejensis Popov
- Mertensia kamczatica DC.
- Mertensia lanceolata (Pursh) DC. ex A. DC.
- Mertensia longiflora Greene
- Mertensia macdougalii A. Heller
- Mertensia marginata (Nutt.) G. Don
- Mertensia maritima (L.) Gray
- Mertensia mexicana L.O. Williams
- Mertensia meyeriana J.F. Macbr.
- Mertensia oblongifolia (Nutt.) G. Don
- Mertensia pallasii (Ledeb.) G. Don
- Mertensia paniculata (Aiton) G. Don – mertensja wiechowata[11]
- Mertensia perplexa Rydb.
- Mertensia pilosa (Cham.) G. Don
- Mertensia platensis (Rydb.) Rydb.
- Mertensia platyphylla A. Heller
- Mertensia primuloides C.B.Clarke – mertensja pierwiosnkowata[12][11]
- Mertensia serrulata (Turcz.) DC.
- Mertensia sibirica (L.) G. Don – mertensja syberyjska[11]
- Mertensia simplicissima G. Don
- Mertensia tarbagataica B. Fedtsch.
- Mertensia umbratilis Greenm.
- Mertensia virginica (L.) Pers. ex Link – mertensja wirginijska[12]
- Mertensia viridis (A. Nelson) A. Nelson